# کلاته گزی
کلاته گزی یا گزه روستایی در دهستان کلاته‌های شرقی بخش مرکزی شهرستان میامی استان سمنان ایران است.

## جمعیت
بر پایه سرشماری عمومی نفوس و مسکن در سال ۱۳۹۵ جمعیت این روستا ۵۶ نفر (۱۴خانوار) بوده‌است.